# Joe D'Amato
Joe D'Amato (n. 15 decembrie 1936, Roma, Regatul Italiei – d. 23 ianuarie 1999, Roma, Italia) a fost un regizor italian care a filmat aproape 200 de filme. În același timp, el a apărut în filmele sale ca producător sau cameraman, uneori ca scenarist. În ciuda faptului că Joe d'Amato a filmat în mai multe genuri: filme de război, spaghetti western, horror, peplum, science fiction  - majoritatea filmelor sale sunt erotice sau pornografice.

## Filmografie
- Il plenilunio delle vergini
- More Sexy Canterbury Tales
- Novelle licenziose di vergini vogliose
- Death Smiles on a Murderer
- Heroes in Hell
- Giubbe rosse
- Emanuelle's Revenge
- Voto di castità
- Black Cobra Woman
- Emanuelle in Bangkok
- Emanuelle in America
- Emanuelle Around the World
- Emanuelle și ultimii canibali
- Emanuelle and the White Slave Trade
- Follie di notte
- Papaya, Love Goddess of the Cannibals
- Tough to Kill
- Images in a Convent
- Beyond the Darkness
- Erotic Nights of the Living Dead
- Porno Holocaust
- Sesso nero
- Antropophagus
- Absurd
- Caligula... The Untold Story
- Ator, the Fighting Eagle
- 2020 Texas Gladiators
- Endgame
- Ator 2 - L'invincibile Orion
- The Alcove
- The Pleasure
- Voglia di guardare
- A Lustful Mind
- Convent of Sinners
- Delizia
- Eleven Days, Eleven Nights
- Killing Birds
- Blue Angel Cafe
- Deep Blood
- Quest for the Mighty Sword
- Troll 3
- I predatori delle Antille

## Legături externe
Materiale media legate de Joe D'Amato la Wikimedia Commons
- Joe D'Amato la Internet Movie Database
- List of adult films directed by D'Amato on IAFD